# مائوریسیو دی اولیویرا آناستایکو
مائوریسیو دی اولیویرا آناستایکو (به پرتغالی: Maurício de Oliveira Anastácio) مهاجم اهل برزیل است که در شهر ریودو ژانیرو و در تاریخ ۲۰ سپتامبر ۱۹۶۲ به دنیا آمده‌است.
مائوریسیو دی اولیویرا آناستایکو در تیم‌های فوتبال Operário  سابقهٔ حضور دارد.